# Zruč-Senec
Zruč-Senec település Csehországban, az Észak-plzeňi járásban. Zruč-Senec Dolany, Plzeň, Druztová, Česká Bříza és Třemošná településekkel határos. Lakosainak száma 3486 fő (2024. január 1.).

## Népesség
A település lakosságának változását az alábbi diagram mutatja:
| Lakosok száma | 503  | 1060 | 1090 | 1903 | 2105 | 2999 | 3176 | 3287 | 3451 | 3486 |
|               | 1869 | 1900 | 1921 | 1961 | 1980 | 2011 | 2016 | 2019 | 2021 | 2024 |